# 沈氏硬皮鰕虎
沈氏硬皮鰕虎（学名：Callogobius sheni）为鰕虎科硬皮鰕虎魚屬下的一个种。